# Hecebolius
Hecebolius vagy – helytelenül – Ecebolius (görögül Ἑκηβὸλῳς, Hekébolósz) a 4. század kiváló szónoka Konstantinápolyban. II. Constantius uralkodása alatt buzgó kereszténynek vallotta magát, így választották ki a császár unokatestvére, Iulianus nevelőjének. Constantius halála után azonban követte tanítványát az antik hagyományok felé fordulásban. Beszédeiből kevés maradt fenn, a legtöbb adatot Socrates Scholasticus közli róla, aki viszont feltűnően rosszindulatúan áll hozzá, ahogy Iulianushoz is. Socrates szofistának nevezi, ám itt nem a filozófiai irányzatra céloz ezzel, hanem a rossz – szofisztikus – szónoklásra. Iulianus írásaiból is ismert néhány beszéde, többek közt mikor az efezusiak gazdagságát ostorozta. Ez a beszéd akkor hangzott el, amikor Iulianus rábízta a város felügyeletét.
Nem tudni, mennyi igazság van Socrates azon közlésében, miszerint Iulianus halála után megint hitet váltott volna és az efezusi templom kapujában keresztbe fekve azt kiabálta: „tapossatok meg, mert hitvány vagyok, mint a só, amely elvesztette az ízét!” Az „ecebolius” szó a 16–17. században köznévvé válva a véleményüket szabadon változtatók jelzőjévé alakult.